# 카시오페이아자리
카시오페이아자리(Cassiopeia)는 북쪽 하늘의 별자리로, 자만하여 겨룰 이가 없는 아름다움을 자랑했던 카시오페이아 여왕을 나타낸다.
동아시아의 별자리에서는 '왕량' 별자리에 해당된다.

## 특징
'W'자의 형태를 하고 있다. 북반구 중위도 이상에서는 대부분의 밤하늘에 항상 떠 있고 쉽게 찾을 수 있어서 하늘의 북극을 찾는 데에 이용되기도 한다. 입실론과 델타별과 알파와 베타별의 연장선이 만나는 점을 감마별에 이어 나가면 북극성을 찾게 된다. 아라비아에서는 이 별자리를 '사막에 웅크리고 앉아있는 낙타'라고 불리기도 했었다. 저녁즈음 이 별자리가 'M' 모양이 돼서 웅크린 낙타처럼 보이기 때문이었다.
북두칠성과 함께 북극성을 찾는 중요한 길잡이별 역할을 한다. W자의 양끝 선분, 즉 알파별과 베타별을 이은 선과 델타별과 엡실론별을 이은 선을 연장한 후, 둘의 교차점과 감마별을 이어서 약 5배 늘리면 북극성이 나오게 된다. 북두칠성은 봄철 별자리, 카시오페이아는 가을철 별자리로 북극성을 기준으로 서로 반대편에 있기 때문에 어느 한 쪽을 관측하기 힘들어도 다른 쪽을 관측하여 북극성을 찾을 수 있다.
카시오페이아자리는 은하수의 중간에 위치해서 성운과 성단이 많이 존재하는데, 메시에 천체에 속하는 천체로는 서쪽 끝에 있는 M52와 δ별인 루크바(Ruchbar)의 북동쪽에 보이는 M103이 있으며, 모두 산개성단이다.
카시오페이아자리에서 유명한 산개성단은 NGC457, NGC663, 메시에 52, 메시에 103, NGC 129, NGC 225, NGC 7789 등이 있다.
성운으로는 거품 성운이라 불리는 NGC 7635가 가장 유명하고, 그 밖에 하트 성운과 영혼 성운, 팩맨 성운 등이 있다
은하수 위에 있는 별자리답지 않게 망원경으로 관측 가능한 은하가 존재하는데, 바로 IC10 은하다. 국부 은하군에 불확실하게 속하는 은하로, 겉보기 등급은 10.4등급이며, 거리는 약 250만 광년이다.

## 별과 천체
카시오페이아자리에는 우리은하 내에서 그 밝기가 수위에 드는 육안으로 관측이 가능한 두 개의 별이 있다. 카시오페이아자리 ρ (ρ Cas)와 카시오페이아자리 V509 (V509 Cas)로 둘 다 극히 희귀한 황색극대거성이며 준규칙 변광성으로 분류한다.
카시오페이아자리 η는 19.4 광년 떨어진 비교적 가까운 이중성으로, 황색의 태양과 비슷한 왜성과 귤색 왜성으로 구성되어 있다.

### 초신성
- 티코 브라헤가 관측하였고, 티코의 별로 알려진 1572년의 초신성이 있다.
- 카시오페이아자리 A는 강력한 전파원으로, 1667년경 출현한 초신성의 잔해이다. 이 초신성은 2007년에야 관측되었는데, 지구 쪽으로 나아가던 빛이 우주 먼지에 가려져 다른 쪽으로 갔고 이 빛이 반사되어 돌아온 것이다

### 성단·성운
- 두 개의 메시에 천체가 있으며, 모두 7등급의 밝기로 쌍안경으로 쉽게 관측할 수 있다.
  - 메시에 52 (NGC 7654): 산개성단이다.100여개의 별이 삼각형 모양을 이룬 아름다운 산개성단이다.
  - 메시에 103 (NGC 581): 산개성단이다. 이중성이 들어있는 산개성단으로 60여 개의 별이 쐐기 모양으로 퍼져 있다.
- NGC 281: 발광성운(emission nebula)이다.
- NGC 457: 산개성단이다.

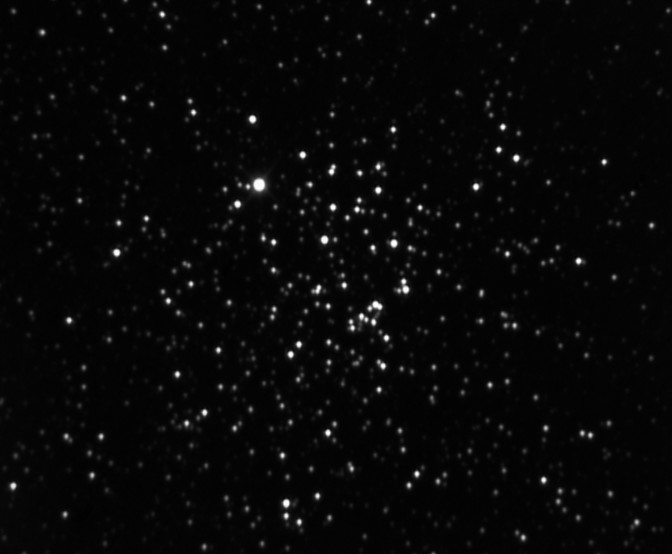
M52 산개성단
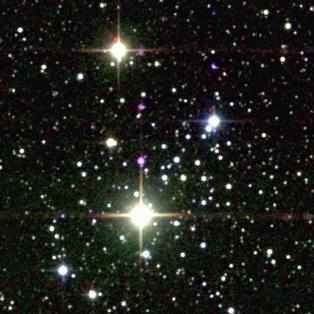
M103 산개성단
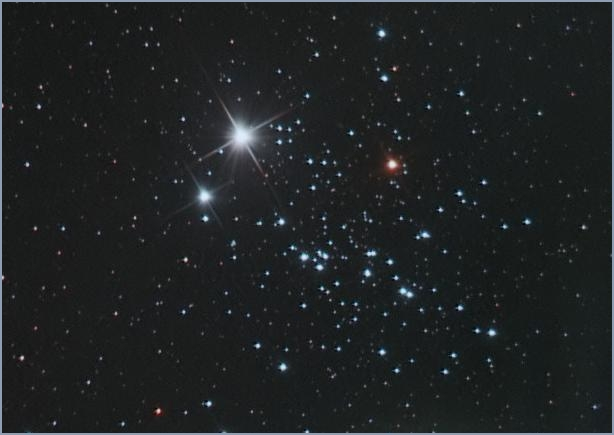
NGC 457 산개성단

## 신화
그리스 신화에서, 카시오페이아는 아이티오피아의 왕비였다. 안드로메다 공주의 어머니이다. 자랑을 좋아하는 왕비로, 딸 안드로메다와 바다의 정령 네레이데스의 미모를 비교한 일로 바다의 신 포세이돈이 노하여, 이티오피아에 큰 재해를 일으켰다. 신탁에서, 안드로메다를 괴물 고래에 산 제물로 바치면 포세이돈의 노여움이 풀릴 것이라고 하였고, 어쩔 수 없이 안드로메다를 해안에 사슬로 묶어 놓았다. 한편 메두사를 이기고 페가수스를 타고 그 위를 날아가던 용사 페르세우스가 위기에 처한 안드로메다를 괴물 고래로부터 구해준다.
카시오페이아는 하늘에 올려져 별자리가 되었지만, 포세이돈이 그녀가 바다에 내려와 쉬는 것을 허락하지 않았고, 그래서 항상 하늘 위에서 계속 돌고 있다고도 한다./포세이돈이 노하여 의자째 던졌다는 유래도 있음
북극성 주변의 세페우스자리·안드로메다자리·페르세우스자리·카시오페이아자리·페가수스자리·고래자리 등이 모두 그리스 신화 속에서 서로 연관되어 있는 사람과 괴물을 모델로 하고 있다.

## 별자리
톨레미의 48개 별자리 중 하나였으며, 현대 88개 별자리에 포함된다.
서양에서는 별들이 나타나는 계절과 시간 그리고 운행과 관련하여 함께 붙어있는 별자리를 본격적으로 만들기 시작한 당시는 약 5000년 전 바빌로니아 지역에 사는 유목민들이 양떼를 치고 이동하는 과정에서 밤하늘 별들을 서로 이어서 여러 가지 동물의 이름을 붙인 것이 그 시초로 여겨진다. 그 후 그리스로 전해져 별자리 이름에 그리스 신화 속에 나오는 신과 영웅, 동물, 도구 등이 별자리의 이름으로 붙여지는 계기가 있었던것으로 여겨진다.
1922년에 국제천문연맹(IAU)에서는 하늘 전체를 88개의 별자리로 나누고, 황도를 따라서 12개, 북반구 하늘에 28개, 남반구 하늘에 48개의 별자리를 각각 확정하였는데, 이것이 현재 쓰이고 있는 별자리이다.

## 같이 보기
- 케페우스